# HMS Hawke (1891)
HMS Hawke − brytyjski krążownik pancernopokładowy typu Edgar, zbudowany w latach 1889−1893 w stoczni w Chatham. Dotrwał w służbie do wybuchu I wojny światowej. 15 października 1914 roku został storpedowany i zatopiony przez niemiecki okręt podwodny U-9.

## Opis konstrukcji
HMS "Hawke" miał gładkopokładowy kadłub długości całkowitej 118,11 m (109,73 pomiędzy pionami) i szerokości 18,29 m, z taranową dziobnicą i krążowniczą rufą. Napęd stanowiły dwie maszyny parowe potrójnego rozprężania o normalnej mocy indykowanej 10 000 hp, co pozwalało osiągnąć prędkość maksymalną 18 węzłów (12 000 ihp i 20 węzłów z przeforsowaniem). Parę do maszyn dostarczały cztery kotły cylindryczne.
Główne uzbrojenie stanowiły dwa pojedyncze działa BL Mk VI kal. 234 mm (9,2 cala) i dziesięć, również pojedynczych, dział kal. 152 mm (6 cali). Uzupełniało je 12 szybkostrzelnych dział 6-funtowych (kal. 57 mm), pięć 3-funtowych (kal. 47 mm) i cztery podwodne wyrzutnie torped kal. 450 mm (18 cali).

## Przebieg służby
Podobnie jak wszystkie krążowniki typu Edgar, HMS "Hawke" został zbudowany z myślą o służbie kolonialnej. W latach 1897−1898 operował na Morzu Śródziemnym podczas konfliktu grecko-tureckiego na Krecie, zakończonego powołaniem Wysokiego Komisarza Krety w osobie księcia greckiego Jerzego.
20 września 1911 roku HMS "Hawke" zderzył się w cieśninie Solent z transatlantykiem "Olympic". Krążownik został wciągnięty pod burtę znacznie większego statku pasażerskiego, tracąc w zderzeniu dziobnicę.
Po rozpoczęciu I wojny światowej znaczna część starych krążowników Royal Navy została decyzją Admiralicji skierowana do patrolowania Morza Północnego. 15 października 1914 roku, płynąc w zespole wraz z bliźniaczymi „Endymion” i "Theseus", został zaatakowany przez niemieckiego U-Boota U-9, dowodzonego przez kapitana Otto Weddigena, wsławionego zatopieniem trzech krążowników 22 września 1914 roku. Trafiony w burtę na wysokości przedniego komina "Hawke" zatonął w ciągu mniej niż dziesięciu minut. Wraz z okrętem zatonęło 527 oficerów i marynarzy (w tym dowódca, komandor Hugh P.E. T. Williams), uratowano około 70. Część rozbitków uratował znajdujący się w pobliżu norweski frachtowiec, 21 będących na tratwie uratował 16 października skierowany na miejsce katastrofy lider "Swift". Dowódcy towarzyszących "Hawke" krążowników, pomni tragedii z 22 września, nie odważyli się rozpocząć akcji ratunkowej w rejonie przebywania wrogiego okrętu podwodnego i odpłynęli na pełnej prędkości.